# Letiště Poprad-Tatry
Letiště Poprad-Tatry (IATA: TAT, ICAO:  LZTT; slovensky: Letisko Poprad-Tatry) se nachází 7 km západně od slovenského města Popradu. Se svou nadmořskou výškou 718 m je nejvýše položeným letištěm pro střední a krátké lety ve střední Evropě.

## Historie
V roce 1938 zde vzniklo polní letiště. Od roku 1943 se letiště začalo využívat k pravidelným letům na trase Bratislava–Sliač–Poprad–Prešov, kterou provozovaly Československé aerolinie. V roce 1970 ku příležitosti Mistrovství světa v klasickém lyžování na Štrbském plese byla vybudována nová betonová dráha a proběhla renovace letištních budov.
Rok 1976 se stal pro popradské letiště významným. Za tehdejší Československé socialistické republiky to bylo jedno ze tří mezinárodních letišť v zemi. Pravidelné lety měly zavedené Československé státní aerolinie a Interflug. Časté byly i celoevropské charterové lety.
V roce 2005 vznikla akciová společnost Letisko Poprad-Tatry, která letiště vlastní dodnes. O dva roky později vstoupilo letiště do režimu Schengenského prostoru a prošlo rozsáhlou rekonstrukcí.
V roce 2008 bylo nainstalováno moderní světelné navádění ranveje, které umožňuje provoz letiště i v noci. Byl vystavěn nový mezinárodní terminál. V tomto roce letiště navštívila britská královna Alžběta II. a její manžel, princ Philip.

## Poloha
Letiště se nachází na západním okraji Popradu, 7 km od centra. Leží v údolí, po obou stranách ranveje se rozkládají pohoří. Na severu se do výše přes 2600 m n. m. tyčí Vysoké Tatry na jihu Nízké Tatry. V okolí letiště se nachází 4 národní parky. Letiště má dobré povětrnostní podmínky, většinou leží nad hranicí mlhy.

## Letecké společnosti a destinace
Pravidelní a sezónní dopravci a na letišti Poprad, charteroví nejsou uvedeni (aktualizováno 3. dubna 2024).
| Letecká společnost | Destinace          | Destinace       |
| ------------------ | ------------------ | --------------- |
| Ryanair            | Spojené království | Londýn-Stansted |
| Wizz Air           | Spojené království | Londýn-Luton    |